# Kōzō Tashima
Kōzō Tashima (jap. 田嶋 幸三, Tashima Kōzō; * 21. November 1957 in der Präfektur Kumamoto) ist japanischer Fußballfunktionär, sowie ehemaliger Fußballspieler und -trainer.

## Karriere
1976 gewann er mit seiner Mannschaft von der Oberschule Urawa-Süd die japanischen Oberschul-Meisterschaften. Anschließend studierte er Sportwissenschaften an der Universität Tsukuba.
1979 debütierte Tashima für die japanische Fußballnationalmannschaft. Tashima bestritt sieben Länderspiele und erzielte dabei ein Tor. Von 1980 bis 1982 spielte für Furukawa Electric (heute: JEF United Ichihara Chiba).
Danach studierte er von 1983 bis 1986 an der Deutschen Sporthochschule Köln, wo er eine B-Trainerlizenz erwarb. Nach seiner Rückkehr war er technischer Trainer (coach) des Fußballclubs seiner Alma Mater und lehrte dann mehrere Jahre an der Rikkyō-Universität. 2001 trainierte er die U-17-Auswahl, die er seit 1995 erstmals wieder in die Vorrunde der Weltmeisterschaft führte.
Er ist der stellvertretende Präsident der Japan Football Association und seit 2011 Mitglied des Exekutivkomitees der Asian Football Confederation. Im April 2015 wurde er in das FIFA-Exekutivkomitee gewählt.